# Kenny Garrett
Kenny Garrett (ur. 9 października 1960 w Detroit) – amerykański saksofonista jazzowy grający w stylistyce hard bopu i post-bopu.
Występował m.in. z Milesem Davisem, Freddiem Hubbardem, Woodym Shawem, McCoyem Tynerem, Pharoah Sandersem, Brianem Blade’em, Patem Methenym, Bobbym Hutchersonem, Ronem Carterem, Elvinem Jonesem czy Mulgrew Millerem.

## Dyskografia
- 2013: Pushing the World Away (nominowana do Nagrody Grammy za rok 2014)
- 2012: Seeds from the Underground (nominowana do Nagrody Grammy za rok 2013)
- 2008: Sketches of MD – Live at the Iridium
- 2006: Beyond the Wall (nominowana do Nagrody Grammy za rok 2007)
- 2003: Standard of Language
- 2002: Happy People
- 2001: Old Folks
- 1999: Simply Said
- 1997: Songbook (nominowana do Nagrody Grammy za rok 1997)
- 1996: Pursuance: The Music of John Coltrane
- 1995: Triology
- 1995: Stars & Stripes Live
- 1994: Threshold
- 1992: Black Hope
- 1990: African Exchange Student
- 1989: Prisoner of Love
- 1989: Garrett, 5 Paddle Wheel
- 1984: Introducing Kenny Garrett
- 2016: Do Your Dance!
- 2021: Sounds from the Ancestors